# Illusion's Play
Illusion's Play è il terzo album in studio della band funeral doom metal Shape of Despair, pubblicato nel 2004.

## Tracce
1. Sleep Mirrored – 6:09
2. Still-Motion – 16:29
3. Entwined in Misery – 8:03
4. Curse Life – 9:18
5. Fragile Emptiness – 8:56
6. Illusion's Play – 12:36

## Formazione
- Jarno Salomaa - chitarra, sintetizzatore
- Tomi Ullgren - chitarra
- Nathalie Koskinen - voce femminile
- Samu Ruotsalainen - batteria
- Pasi Koskinen - voce pulita e growl
- Sami Uusitalo - basso
- Toni Reahalme - violino